# Paul Lachenal

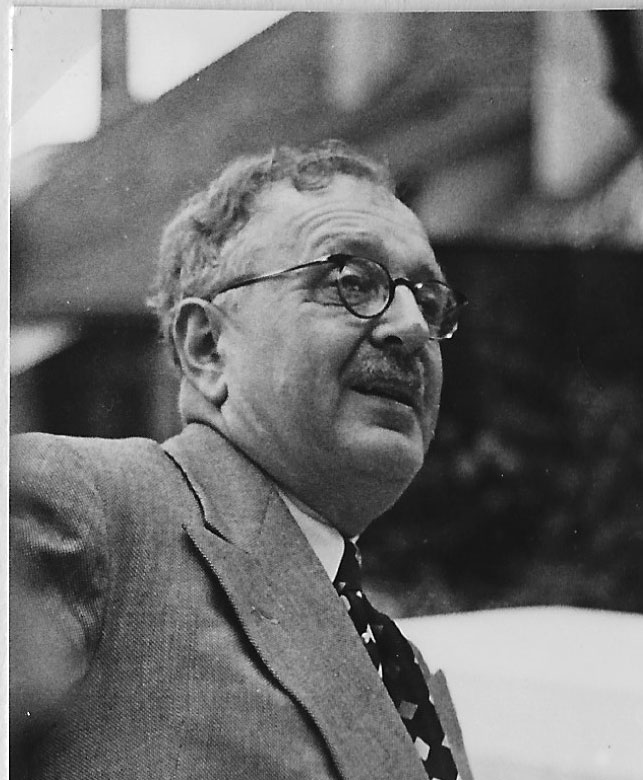
Paul Lachenal in 1939

Paul Lachenal (* 7. Dezember 1884 in Genf; † 10. März 1955 ebenda, reformiert, heimatberechtigt in Genf) war ein Schweizer Politiker (FDP) und Jurist.

## Biografie
Paul Lachenal kam am 7. Dezember 1884 in Genf als Sohn des Jean-François Lachenal und der Louise Marie geborene Gleckhner zur Welt. Er widmete sich einem Studium der Rechte an der Universität Genf, das er 1906 mit dem Erwerb des Lizentiats (lic. iur.) abschloss. In der Folge absolvierte er ein Praktikum in der Anwaltskanzlei seines Onkels Adrien, daran anschliessend war er von 1908 bis 1911 als Stellvertreter des Genfer Staatsanwalts und schliesslich ab 1912 als Anwalt tätig.
Daneben fungierte der Musikliebhaber als Gründungsmitglied sowie Präsident des Orchestre de la Suisse Romande. Überdies präsidierte Lachenal in den Jahren 1940 bis 1952 die Kulturstiftung Pro Helvetia.
Ende 1930 leitete er die Stiftung Freunde des Musée d’art et d’histoire (Genf). Als Mitglied und Delegiert des im Januar 1939 gegründeten Internationalen Komitees zur Sicherung der spanischen Kunstschätze spielte er eine wichtige Rolle bei der Sicherung der Werke des Museo del Prado im Museum in Genf, während des spanischen Bürgerkriegs. 174 Gemälde wurden im Juni, Juli und August 1939 im Musée d’Art et d’Histoire (Genf) ausgestellt. Die Ausstellung zog mehr als 400'000 Besucher an.
Paul Lachenal, der mit Elisabeth Alice Lachenal Jenny verheiratet war, verstarb am 10. März 1955 vier Monate nach Vollendung seines 70. Lebensjahres in Genf. Er wurde im Friedhof der Könige, dem Cimetière des Rois in Genf, Plainspalais begraben. Vater des Juristen und Diplomaten François Lachenal und Grossvater des Kunstmalers Daniel Garbade-Lachenal war er ausserdem Anwalt von Pablo Picasso und Pate dessen Sohnes Paul, welcher er während des Zweiten Weltkriegs in Genf in Sicherheit brachte.

## Politischer Werdegang
Die politische Karriere Paul von Lachenal, Mitglied der Freisinnig-Demokratischen Partei, begann 1914 mit seiner Wahl in den Genfer Stadtrat (Legislative), dem er anschliessend bis 1922 angehörte. Dazu vertrat er seine Partei auf kantonaler Ebene von 1916 bis 1930 und 1936 bis 1945 im Genfer Grossrat, dem er 1924 als Präsident vorstand, sowie von 1930 bis 1936 als Leiter des Erziehungsdepartements im Staatsrat.

## Werk
- La Séparation des pouvoirs dans la confédération suisse spécialement au point de vue de la délégation du droit de légiférer : Rapport, 1943